# ود مدنی
ود مدنی (به عربی: ود مدني) شهری در استان جزیره کشور سودان است که جمعیت آن در سرشماری سال ۱۹۹۳ میلادی ۲۱۱٫۳۶۲ نفر بوده و در سال ۲۰۰۷ میلادی ۳۵۷٫۷۲۰ نفر تخمین زده شده است.